# Dolenje Kronovo
Dolenje Kronovo je naselje u slovenskoj Općini Šmarješke Toplice. Dolenje Kronovo se nalazi u pokrajini Dolenjskoj i statističkoj regiji Jugoistočnoj Sloveniji. 

## Stanovništvo
Prema popisu stanovništva iz 2002. godine naselje je imalo 135 stanovnika.